# Serra de Sant Patllari
La Serra de Sant Patllari és una serra situada al municipi de Porqueres a la comarca del Pla de l'Estany, amb una elevació màxima de 640,0 metres.